# Väskinde
Väskinde[uttal saknas] är en tätort i Gotlands kommun i Gotlands län och kyrkby i Väskinde socken.
Väskinde kyrka är från 1200-talet. På kyrkogården finns en bildsten, som är daterad till perioden 400–600 e.Kr. Det dominerande motivet är ett virvelhjul som vanligen tolkas som en solsymbol.

## Befolkningsutveckling
| Befolkningsutvecklingen i Väskinde 1990–2020 | Befolkningsutvecklingen i Väskinde 1990–2020 | Befolkningsutvecklingen i Väskinde 1990–2020 | Befolkningsutvecklingen i Väskinde 1990–2020 | Befolkningsutvecklingen i Väskinde 1990–2020 |
| -------------------------------------------- | -------------------------------------------- | -------------------------------------------- | -------------------------------------------- | -------------------------------------------- |
|                                              |                                              |                                              |                                              |                                              |
| År                                           |                                              |                                              | Folkmängd                                    | Areal (ha)                                   |
| 1990                                         | 1990                                         |                                              | 168                                          | 28#                                          |
| 1995                                         | 1995                                         |                                              | 422                                          | 32                                           |
| 2000                                         | 2000                                         |                                              | 280                                          | 34                                           |
| 2005                                         | 2005                                         |                                              | 275                                          | 34                                           |
| 2010                                         | 2010                                         |                                              | 337                                          | 40                                           |
| 2015                                         | 2015                                         |                                              | 337                                          | 44                                           |
| 2020                                         | 2020                                         |                                              | 347                                          | 45                                           |
| Anm.: Ny tätort 1995 # Som småort.           |                                              |                                              |                                              |                                              |